# میکی بل
میکی بل (انگلیسی: Micky Bell؛ زادهٔ ۱۵ نوامبر ۱۹۷۱) بازیکن فوتبال اهل بریتانیا است.
از باشگاه‌هایی که در آن بازی کرده‌است می‌توان به باشگاه فوتبال چلتنهام تاون، باشگاه فوتبال وستون سوپر مار، باشگاه فوتبال بریستول سیتی، باشگاه فوتبال کلیودون پارک، باشگاه فوتبال پورت ویل، باشگاه فوتبال نورث‌همپتون تاون، و باشگاه فوتبال وایکام واندررز اشاره کرد.